# 府后街街道
府后街街道，是中华人民共和国湖南省长沙市芙蓉区下辖的一个乡镇级行政单位。

## 行政区划
府后街街道下辖以下地区：
南阳街社区、黄泥街社区和走马楼社区。